# レナ (タケカワユキヒデのアルバム)
『レナ』（英語表記:Lyena）は、1980年7月5日に発売されたタケカワユキヒデの2枚目のアルバムである。

## 概要
- 全曲、作詞:奈良橋陽子、作曲:タケカワユキヒデ、編曲:ミッキー吉野。
- 本作品は、発売当時5年前に発売された前作『走り去るロマン』同様、全曲英語詞である。
- レコードの歌詞カード裏にはタケカワとプロデューサーのジョニーによる会話形式で，ライナーノーツが記されているが，実際にはタケカワ一人による空想の会話

## 収録曲
1. SOMEWHERE ALONG THE WAY (あの頃)
  - ゴダイゴが初期のライブでフィナーレとしてよく演奏していた曲。
  - この曲の日本語バージョンがあおい輝彦のアルバム『スタートへの出発』に「サヨナラ・マイ・ラブ」（作詞：あおい輝彦、作・編曲：武川行秀、演奏：ゴダイゴ）として収録された。
    - ドラマ「男たちの旅路第2部」第2話『冬の樹』にゴダイゴが人気ロックバンド役で出演した際、終盤で歌っている。ボーカルはもちろんタケカワだが、中央にいるのはミッキー吉野。タケカワは下手後方でキーボードを弾いている。
2. SLEEP MY ANGELS, SLEEP (天使の翼)
  - 「Vape」のCMソング。
3. LYENA (レナ)
  - 表題曲にもなったこの曲名は、プロデューサーのジョニー野村・作詞家の奈良橋陽子夫妻の長女・野村玲奈（米倉リエナ）がモデルである。
4. CASA BLANCA LADY (カサ・ブランカ・レディー)
  - カネボウのキャンペーン・ソングに予定されていた曲であるが、プロダクションよりストップがかかったという。
  - 元々は布施明のシングル曲（上記に記載されているとおり、カネボウのキャンペーン・ソング）の為に制作された楽曲だが、同時期に沢田研二が「カサブランカ・ダンディ」をリリースする情報が流れ、タイトルが被ってしまうという理由で没になった。その代りとして急遽ミッキー吉野が作った曲が、後の布施の代表曲のひとつとなる「君は薔薇より美しい」である。
5. DON'T WANT TO SAY LOVE YOU (愛のフィーリング)
  - この曲は元々、ゴダイゴのアルバム『西遊記(MAGIC MONKEY)』に収録される予定だった曲で、孫悟空が三蔵法師に恋をするという奈良橋陽子の発想によるものだが、そのような展開にはならないということで没になったという。「西遊記」のドラマでは、三蔵法師は女性が演じているが、三蔵法師は男性である。
6. THE FINAL SHOW (ファイナル・ショー)
  - 「Hair」のキャストのために作った曲。
7. AFTER THE RAIN (アフター・ザ・レイン)
  - 松竹映画『遥かなる走路』主題歌で、同名のサウンドトラックにも収録されている。同曲の日本語版がゴダイゴのシングルに収録されており、こちらもサウンドトラックに収録されている。
  - ミッキー吉野は、このアルバムのアレンジを引き受ける際に初めから「どれかを主題歌にしよう」と考えていたそうで、スクリーンを意識したアレンジにしたと述べている。
8. THERE'LL AWAYS BE A CHORUS (ふたりのコーラス)
  - タケカワの上の兄の結婚式のために作った曲。